# Guaraciaba (Santa Catarina)
Guaraciaba is een gemeente in de Braziliaanse deelstaat Santa Catarina. De gemeente telt 10.796 inwoners (schatting 2022).

## Aangrenzende gemeenten
De gemeente grenst aan Anchieta, Barra Bonita, Paraíso, São José do Cedro en São Miguel do Oeste. 

### Landsgrens
En met als landsgrens aan de gemeente San Pedro in het departement San Pedro in de provincie Misiones met het buurland Argentinië.